# Pseudotyrannochthonius silvestrii
Espèce
Synonymes
- Chthonius silvestrii Ellingsen, 1905

Pseudotyrannochthonius silvestrii est une espèce de pseudoscorpions de la famille des Pseudotyrannochthoniidae.

## Distribution
Cette espèce est endémique du Chili. Elle se rencontre vers Santiago.

## Description
L'holotype mesure 1,5 mm.

## Étymologie
Cette espèce est nommée en l'honneur de Filippo Silvestri.

## Publication originale
- Ellingsen, 1905 : On some pseudoscorpions from South America in the collection of Prof. F. Silvestri. Zoologischer Anzeiger, vol. 29, p. 323-328 (texte intégral).